# Herrarnas lagtempo i hastighetsåkning på skridskor vid olympiska vinterspelen 2014
Herrarnas lagtempo i hastighetsåkning på skridskor vid olympiska vinterspelen 2014 över 8 varv hölls på anläggningen Adler Arena skridskocenter i Sotjis olympiska park, Ryssland, den 21–22 februari 2014. Finalen kördes den 22 februari klockan 17:51 lokal tid.
Detta var herrarnas sista tävling i hastighetsåkning på skridskor vid spelen.

## Medaljörer
| Gren     | Guld                                                   | Silver                                              | Brons                                                   |
| Lagtempo | Nederländerna Jan Blokhuijsen Sven Kramer Koen Verweij | Sydkorea Joo Hyong-jun Kim Cheol-min Lee Seung-hoon | Polen Zbigniew Bródka Konrad Niedźwiedzki Jan Szymański |

## Resultat

### Sammanfattning
|  | Kvartsfinal | Kvartsfinal   | Kvartsfinal |          |          | Semifinal     | Semifinal | Semifinal |            |            | Final      | Final         | Final   |
|  |             |               |             |          |          |               |           |           |            |            |            |               |         |
|  | 1           | Nederländerna | 3.44,48     |          |          |               |           |           |            |            |            |               |         |
|  | 7           | Frankrike     | 3.53,17     |          |          |               |           |           |            |            |            |               |         |
|  | 7           | Frankrike     | 3.53,17     |          | 1        | Nederländerna | 3.40,79   |           |            |            |            |               |         |
|  |             |               |             |          | 1        | Nederländerna | 3.40,79   |           |            |            |            |               |         |
|  |             | 5             | Polen       | 3.52,08  |          |               |           |           |            |            |            |               |         |
|  | 4           | 5             | Polen       | 3.52,08  | Norge    | 3.43,19       |           |           |            |            |            |               |         |
|  | 4           |               |             |          | Norge    | 3.43,19       |           |           |            |            |            |               |         |
|  | 5           | Polen         | 3.42,78     |          |          |               |           |           |            |            |            |               |         |
|  |             |               |             |          |          |               |           |           |            |            | 1          | Nederländerna | 3.37,71 |
|  |             |               | 2           | Sydkorea | 3.40,85  |               |           |           |            |            |            |               |         |
|  | 3           | USA           | 3.46,82     |          |          |               |           |           |            |            |            |               |         |
|  | 6           | Kanada        | 3.43,30     |          |          |               |           |           |            |            |            |               |         |
|  | 6           | Kanada        | 3.43,30     |          | 6        | Kanada        | 3.45,28   |           | Bronsmatch | Bronsmatch | Bronsmatch | Bronsmatch    |         |
|  |             |               |             |          | 6        | Kanada        | 3.45,28   |           | Bronsmatch | Bronsmatch | Bronsmatch | Bronsmatch    |         |
|  |             | 2             | Sydkorea    | 3.42,32  |          |               |           |           |            |            |            |               |         |
|  | 2           | 2             | Sydkorea    | 3.42,32  | Sydkorea | 3.40,84       |           | 5         | Polen      | 3.41,94    |            |               |         |
|  | 2           |               |             |          | Sydkorea | 3.40,84       |           | 5         | Polen      | 3.41,94    |            |               |         |
|  | 8           | Ryssland      | 3.44,22     |          |          |               |           |           |            |            | 6          | Kanada        | 3.44,27 |

### Kvartsfinaler
| Placering     | Land          | Namn                                                | Tid     | Straff | Noteringar     |
| ------------- | ------------- | --------------------------------------------------- | ------- | ------ | -------------- |
| Kvartsfinal 1 |               |                                                     |         |        |                |
| 1             | Kanada        | Mathieu Giroux Lucas Makowsky Denny Morrison        | 3.43,30 |        | Semifinal 1    |
| 2             | USA           | Shani Davis Brian Hansen Jonathan Kuck              | 3.46,82 | +3,52  | Final D        |
| Kvartsfinal 2 |               |                                                     |         |        |                |
| 1             | Sydkorea      | Joo Hyong-jun Kim Cheol-min Lee Seung-hoon          | 3.40,84 |        | Semifinal 1 TR |
| 2             | Ryssland      | Aleksandr Rumyantsev Denis Yuskov Ivan Skobrev      | 3.44,22 | +3,38  | Final C        |
| Kvartsfinal 3 |               |                                                     |         |        |                |
| 1             | Polen         | Zbigniew Bródka Konrad Niedźwiedzki Jan Szymański   | 3.42,78 |        | Semifinal 2    |
| 2             | Norge         | Håvard Bøkko Håvard Lorentzen Sverre Lunde Pedersen | 3.43,19 | +0,41  | Final C        |
| Kvartsfinal 4 |               |                                                     |         |        |                |
| 1             | Nederländerna | Jan Blokhuijsen Sven Kramer Koen Verweij            | 3.44,48 |        | Semifinal 2    |
| 2             | Frankrike     | Alexis Contin Ewen Fernandez Benjamin Macé          | 3.53,17 | +8,69  | Final D        |

TR = banrekord

### Semifinaler
| Placering   | Land          | Namn                                              | Tid     | Straff | Noteringar |
| ----------- | ------------- | ------------------------------------------------- | ------- | ------ | ---------- |
| Semifinal 1 |               |                                                   |         |        |            |
| 1           | Sydkorea      | Joo Hyong-jun Kim Cheol-min Lee Seung-hoon        | 3.42,32 |        | Final A    |
| 2           | Kanada        | Mathieu Giroux Lucas Makowsky Denny Morrison      | 3.45,28 | +2,96  | Final B    |
| Semifinal 2 |               |                                                   |         |        |            |
| 1           | Nederländerna | Jan Blokhuijsen Sven Kramer Koen Verweij          | 3.40,79 |        | Final A TR |
| 2           | Polen         | Zbigniew Bródka Konrad Niedźwiedzki Jan Szymański | 3.52,08 | +11,29 | Final B    |

TR = track record

### Final
| Placering | Land          | Namn                                               | Tid     | Straff | Noteringar |
| --------- | ------------- | -------------------------------------------------- | ------- | ------ | ---------- |
| Final A   |               |                                                    |         |        |            |
| 1         | Nederländerna | Jan Blokhuijsen Sven Kramer Koen Verweij           | 3.37,71 |        | OR         |
| 2         | Sydkorea      | Joo Hyong-jun Kim Cheol-min Lee Seung-hoon         | 3.40,85 | +3,14  |            |
| Final B   |               |                                                    |         |        |            |
| 3         | Polen         | Zbigniew Bródka Konrad Niedźwiedzki Jan Szymański  | 3.41,94 |        |            |
| 4         | Kanada        | Mathieu Giroux Lucas Makowsky Denny Morrison       | 3.44,27 | +2,33  |            |
| Final C   |               |                                                    |         |        |            |
| 5         | Norge         | Håvard Bøkko Håvard Lorentzen Simen Spieler Nilsen | 3:44,91 |        |            |
| 6         | Ryssland      | Aleksandr Rumyantsev Aleksey Yesin Denis Yuskov    | 3.49,85 | +4,94  |            |
| Final D   |               |                                                    |         |        |            |
| 7         | USA           | Brian Hansen Jonathan Kuck Joey Mantia             | 3.46,50 |        |            |
| 8         | Frankrike     | Alexis Contin Ewen Fernandez Benjamin Macé         | 3.51,76 | +5,26  |            |